# Łysa Góra (Góry Kaczawskie)
Łysa Góra (niem. Blücher-Höhe) – wzniesienie nad Dziwiszowem i Płoszczyną od południa oraz Chrośnicą od północy, w zachodniej części Południowego Grzbietu Gór Kaczawskich, w Sudetach Zachodnich, między przełęczą Widok (Kapella) a Chrośnickimi Kopami o wysokości 708 m n.p.m.
Masyw zbudowany ze staropaleozoicznych zieleńców i łupków zieleńcowych należących do metamorfiku kaczawskiego z żyłami porfirów.
Znajduje się tam również niewielka stacja narciarska, która ze względu na bliskość Jeleniej Góry i oświetlenie stoków szybko się rozwija.
Na szczycie góry znajduje się obiekt nadawczy "Jelenia Góra *Łysa Góra*.